# クロウフォード郡 (アイオワ州)
クロウフォード郡（英: Crawford County）は、アメリカ合衆国アイオワ州の西部に位置する郡である。2010年国勢調査での人口は17,096人であり、2000年の16,942人から0.9％増加した。郡庁所在地はデニソン市（人口8,298 人）であり、同郡で人口最大の都市でもある。クロウフォード郡は1837年に設立され、郡名はジョージア州選出初代アメリカ合衆国上院議員および財務長官を務めたウィリアム・ハリス・クロウフォードにちなんで名付けられた。

## 地理
アメリカ合衆国国勢調査局に拠れば、郡域全面積は714.99平方マイル (1,851.8km2)であり、このうち陸地は714.36平方マイル（1,850.2km2）、水域は0.63平方マイル（1.6km2）で、水域率は0.09％である。

### 主要高規格道路
| - アメリカ国道30号線 - アメリカ国道59号線 - アイオワ州道37号線 | - アイオワ州道39号線 - アイオワ州道141号線 |

### 隣接する郡
- アイダ郡 - 北
- サク郡 - 北東
- キャロル郡 - 東
- シェルビー郡 - 南
- ハリソン郡 - 南西
- モノナ郡 - 西

## 人口動態

### 2010年国勢調査
以下は2010年国勢調査による人口統計データである。
基礎データ
- 人口: 17,096人
- 人口密度: 9人/km2（24人/mi2）
- 住居数: 6,943軒
- 使用住居: 6,413軒[5]

### 2000年国勢調査

2000
人口ピラミッド

以下は2000年国勢調査による人口統計データである。
| 基礎データ - 人口: 16,942人 - 世帯数: 6,441 世帯 - 家族数: 4,489 家族 - 人口密度: 9人/km2（24人/mi2） - 住居数: 6,958軒 - 住居密度: 4軒/km2（10軒/mi2） 人種別人口構成 - 白人: 93.10% - アフリカン・アメリカン: 0.76% - ネイティブ・アメリカン: 0.28% - アジア人: 0.49% - 太平洋諸島系: 0.01% - その他の人種: 4.59% - 混血: 0.77% - ヒスパニック・ラテン系: 8.75% 年齢別人口構成 - 18歳未満: 26.5% - 18-24歳: 8.1% - 25-44歳: 25.7% - 45-64歳: 22.5% - 65歳以上: 17.1% - 年齢の中央値: 38歳 - 性比（女性100人あたり男性の人口） - 総人口: 100.9 - 18歳以上: 98.8 | 世帯と家族（対世帯数） - 18歳未満の子供がいる: 31.6% - 結婚・同居している夫婦: 58.5% - 未婚・離婚・死別女性が世帯主: 7.0% - 非家族世帯: 30.3% - 単身世帯: 26.2% - 65歳以上の老人1人暮らし: 13.1% - 平均構成人数 - 世帯: 2.53人 - 家族: 3.03人 収入と家計 - 収入の中央値 - 世帯: 33,9229米ドル - 家族: 40,231米ドル - 性別 - 男性: 28,696米ドル - 女性: 19,798米ドル - 人口1人あたり収入: 18,851米ドル - 貧困線以下 - 対人口: 11.1% - 対家族数: 6.9% - 18歳未満: 12.7% - 65歳以上: 5.6% |

## 都市と町

### 都市
| - アリオン - アスピンウォール - バックグローブ - チャーターオーク | - デロイト - デニソン - 郡庁所在地 - ダウシティ | - カイロン - マニラ - リケッツ | - シュレスビヒ - ベイル - ウェストサイド |

### 郡区
クロウフォード郡は20の郡区に分割されている
| - ボイヤー郡区 - チャーターオーク郡区 - デニソン郡区 - イーストボイヤー郡区 - グッドリッチ郡区 | - ハノーバー郡区 - ヘイズ郡区 - アイオワ郡区 - ジャクソン郡区 - ミルフォード郡区 | - モーガン郡区 - ニシュナボトニー郡区 - オッタークリーク郡区 - パラダイス郡区 - ソルジャー郡区 | - ストックホルム郡区 - ユニオン郡区 - ワシントン郡区 - ウェストサイド郡区 - ウィロウ郡区 |  |